# Атіс
Атіс (вірм. Հատիս) — село в марзі Котайк, у центрі Вірменії. Населення займається тваринництвом, вирощуванням зернових і кормових культур. У селі збереглися середньовічні кам'яні хрести XIII-XVII століття.